# Димитър Матов
 Тази статия е за етнографа и езиковед.  За революционера вижте Димитър Матов (революционер).  
Димитър Христов Матов е виден български езиковед, фолклорист и етнограф, деец на Върховния македонски комитет.

## Биография
Матов е роден в 1864 година в будния български македонски град Велес, тогава в Османската империя. Сестра му Мария (1862 - 1897) е женена за Тодор Мацанов. От 1878 година продължава образованието си в Русия, учи в Николаевската гимназия при Тодор Минков, в 1888 година завършва история, литература и фолклористика в университета в Харков. Слуша лекции по история на Марин Дринов и по лингвистика на Александър Потебня. Връща се в Македония и от 1888 до 1890 година е учител в българската гимназия в Солун. След това заминава за Виена, където специализира славянска филология при Ватрослав Ягич (1891) и в Лайпциг при Август Лескин (1892). В 1892 година се връща в България и става учител в София и извънреден преподавател във Висшето училище.
От 1892 до 1895 година заедно с Иван Шишманов Матов е редактор на „Сборника за народни умотворения, наука и книжнина“. В 1893 година Матов издава брошурата „Сръбско-българската етнографска препирня пред науката“, в която изобличава сръбските аспирации към Македония: „Цяла паплач писатели пускат из народа книжки, календарчета и учебници по география и история, дето се проповядва теорията на Милоевич и Среткович“.
Пише в „Български преглед“ и е сред създателите на „Книжици за прочит“. С труда си Към българския речник, излязал в 1892 година, Матов поставя основите на българската етимология. Във фолклористичните си трудове следва миграционната теория и прави сравнения между българския фолклор и фолклора на балканските, славянските и други народи.
Матов е близък с Марин Дринов и поддържа кореспонденция с Александър Н. Веселовски, Васил Кънчов, Никола Начов, Милан Решетар, Николай Т. Сумцов, Кузман Шапкарев и други.
Матов е и виден деятел на македонската емиграция в България, като пише многобройни трудове по македонския въпрос, в които защитава българския етнически характер на областта. В 1895 година на ІІ македонски конгрес е избран за член на Върховния македонски комитет.
Матов умира в 1896 година на 32 години.

## Памет
На Димитър Матов е наречена улица в квартал „Илинден“ в София (Карта).

## Трудове
Филологични
- За историята на новобългарската граматика (1889)
- Към критическото четене на дакословенските текстове (1891)
- Към българския речник (1892)
- Гръцко-български студии (1893)
- Мизонеизмът в правописната реформа (1894)
- Животопис на св. Климента, български архиепископ. От Теофилакта, Охридски архиепископ. Превел от гръцки с малки съкращения Д. Матов. Пловдив, 1896

Фолклористични
- Нави (1889)
- Приказката за правината и кривината (1893)
- Бележки върху българската словесност, 1. Песента за слънчовата женитба (1894)
- Невярна Груйовица. Баладен мотив за нашата народна поезия (1894)
- Верзиуоловото коло и навите (1895)
- Епосът ли е най-старият род поезия? (1895)

По македонския въпрос
- Кратка разправия по етнографията на Македония. Периодическо списание на Българското книжовно дружество в Средец, г. 7, кн. 34 (с. 425 – 474) и кн. 35 (с. 675 – 717), 1890.
- Сръбско-българската етнографска препирня пред науката (1893)
- Гр. С. Пърличев. Книжовно биографически чертици. сп. „Български преглед“, Год. II, кн. 4-5, София (1895)
- „Стамболовщината в Македония и нейните представители“ (рецензия). сп. „Български преглед“, Год. II, кн. 4-5, с. 201-205, София (1895)
- Македония според най-новите книжовни вести (1895)
- Пътуването на Вайганда в югозападните балкански области(1896)